# Stanisławów (Nowy Dwór Mazowiecki)
Pour les articles homonymes, voir Stanisławów.
Stanisławów (prononciation : [staniˈswavuf]) est un village polonais de la gmina de Leoncin dans le powiat de Nowy Dwór Mazowiecki de la voïvodie de Mazovie dans le centre-est de la Pologne.
Il se situe à environ 2 kilomètres à l'est de Leoncin (siège de la gmina), 9 kilomètres au sud-ouest de Nowy Dwór Mazowiecki (siège du powiat) et à 36 kilomètres au nord-ouest de Varsovie (capitale de la Pologne).

## Histoire
De 1975 à 1998, le village appartenait administrativement à la voïvodie de Varsovie.